# 1995 SB1
1995 SB1 är en asteroid i huvudbältet som upptäcktes 19 september 1995 av den amerikanske astronomen Timothy B. Spahr vid Catalina Station.
Asteroiden har en diameter på ungefär 3 kilometer.